# Kleobulos z Lindos

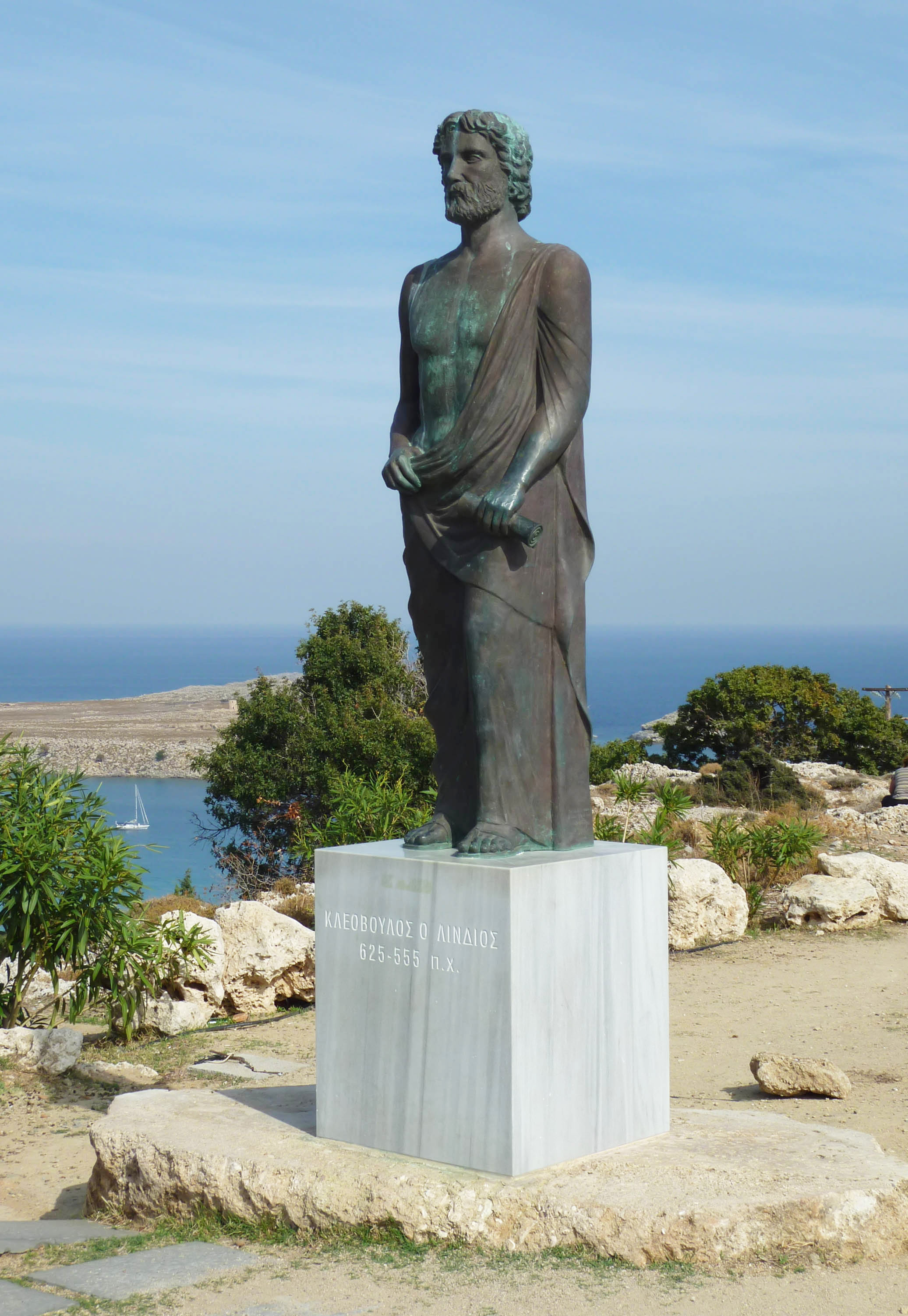
Współczesny pomnik wyobrażający Kleobulosa

Kleobulos z Lindos (stgr. Κλεόβουλος; VI w. p.n.e.) – grecki poeta. Zaliczany przez Platona do siedmiu mędrców starożytnej Grecji.

## Postać
Według Diogenesa Laertiosa był synem Euagorasa i pochodził z Lindos na wyspie Rodos. Układał zagadki, czym zajmowała się również jego córka Kleobulina, oraz był autorem pieśni. Miał odznaczać się urodą i siłą, a także znać filozofię egipską. Umarł w wieku 70 lat. Na jego grobie wyryto napis:

Mędrca Kleobulosa stratę opłakuje
ojczysta Lindos, morzem otoczona.

Plutarch twierdził w traktacie O E delfickim, że Kleobulos był tyranem Lindos oraz, podobnie jak Periander z Koryntu, nie posiadał mądrości i cnoty godnej mędrca. Reputację myśliciela miał zdobyć wykorzystując swą władzę i przyjaciół.

## Zachowana twórczość

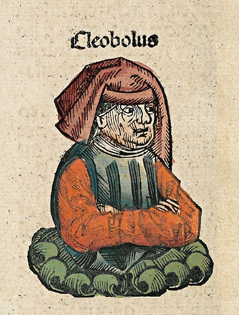
W imaginacyjnym wyobrażeniu z XV-wiecznej „Kroniki świata” Hartmanna Schedla

Według Laertiosa Kleobulos miał być autorem epigramatu na grobie Midasa:
„Jam jest spiżowa dziewica: spoczywam na grobie Midasa.
Dopóki tryska źródło i smukłe drzewo zakwita,
dopóki słońce świeci i księżyc jaśnieje,
dopóki płyną rzeki i morze brzegi obmywa,
dopóty tkwiąc tu na łzami oblanym grobie
będę obwieszczała przechodniom: tu pogrzebany jest Midas”.
Wybrane powiedzenia przypisywane przez Laertiosa Kleobulosowi:
- „Gdy ktoś wychodzi z domu, powinien pomyśleć, co zamierza uczynić, a kiedy wraca, niech pomyśli, co uczynił”.
- „Brakiem kultury odznacza się większość śmiertelnych, za to słów mają nadmiar; ale chwila stosowna zrobi swoje”.
- „Należy chętniej słuchać niż mówić”.
- „Nie śmiej się z wyszydzanych, bo staną się twoimi wrogami”.
- „Gdy cieszysz się powodzeniem, nie wynoś się nad innych, w biedzie nie upadaj na duchu”.
- „Najlepszy jest umiar”.

Inne przypisywane mu sentencje (gnomy):
- „To, co właściwe cnocie, obce jest występkowi”.
- „Doradzać obywatelom rzeczy najlepsze”.
- „Raczej się wiele uczyć niż być nieukiem”.
- „Nienawidzić niesprawiedliwości, przestrzegać pobożności”.
- „Bierz za żonę niewiastę z równych sobie; jeśli bowiem poślubisz znakomitszą, będziesz miał panów, nie krewnych”.
- „W obecności innych ani nie kłócić się z żoną, ani jej zbytnio nie schlebiać. Pierwsze jest gorsze, ale drugie może doprowadzić do utraty rozumu”.
- „Nie karać domowników po pijanemu. W przeciwnym razie będziesz uchodził za awanturnika”.
- „Córki trzeba wydawać za mąż, kiedy z wieku są jeszcze dziewczętami, z rozumu kobietami; i dziewczęta trzeba kształcić”[9].
- „Przyjacielowi trzeba świadczyć dobro, by był nam jeszcze bardziej przyjacielem. Wroga trzeba czynić przyjacielem”[9].
- „Strzeż się od przyjaciół nagany, od wrogów zasadzki”[9].